# Spähwagen Fennek

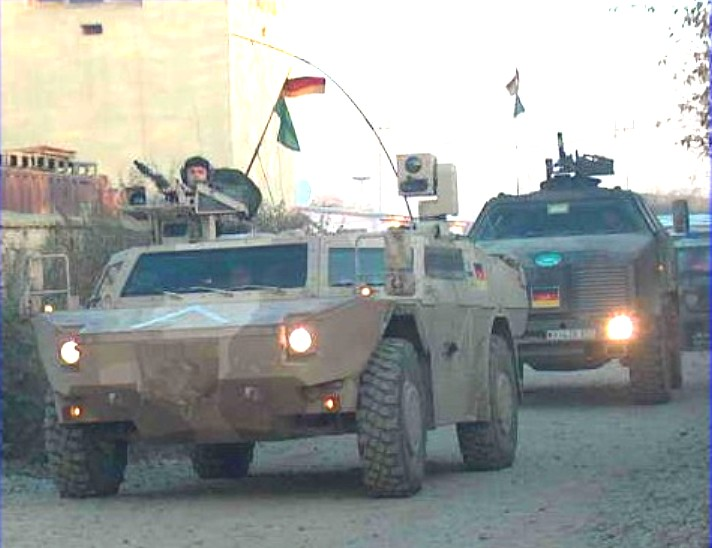
Fennek, Ansicht von vorne (im Hintergrund ein ATF Dingo)

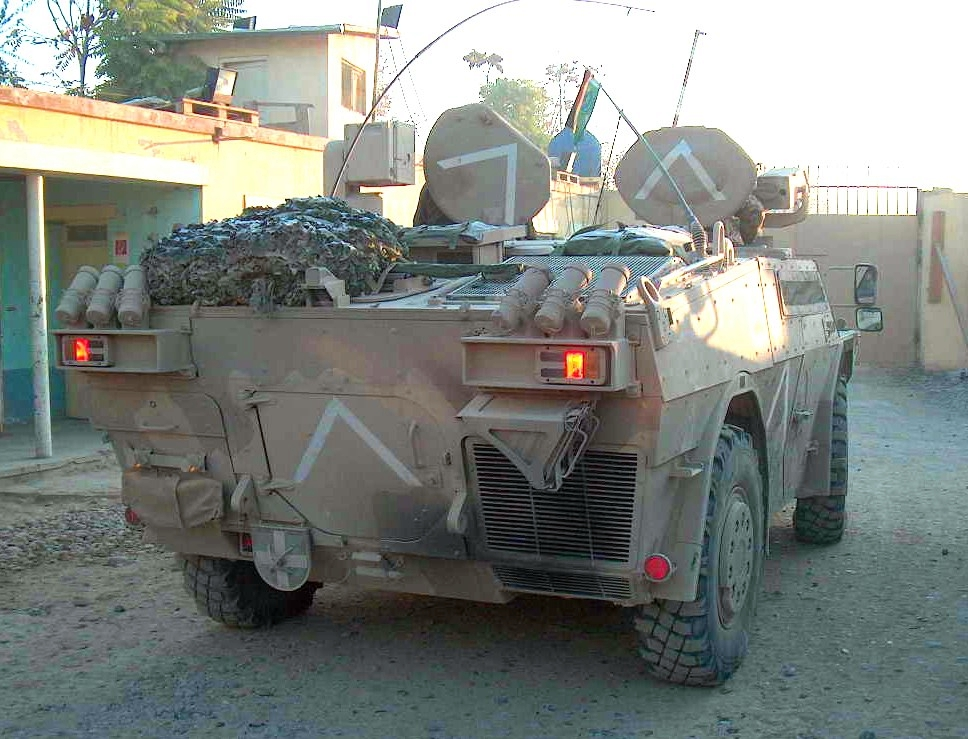
Fennek, Ansicht von hinten

Der Fennek (benannt nach dem gleichnamigen Wüstenfuchs) ist ein leichter 4-Rad-Panzerspähwagen von KNDS Deutschland und des niederländischen Tochterunternehmens Dutch Defence Vehicle Systems (DDVS). Er wird seit 2003 bei der Bundeswehr (220 Fahrzeuge) und der niederländischen Armee (368 Fahrzeuge) eingesetzt. Als Nachfolger des Spähpanzers Luchs ist der Fennek das Hauptwaffensystem der Heeresaufklärungstruppe der Bundeswehr. Darüber hinaus wird er in der Artillerietruppe im Rahmen der Streitkräftegemeinsamen Taktischen Feuerunterstützung als Fahrzeug für die Joint Fire Support Teams und in der Pioniertruppe als Führungs- und Erkundungsfahrzeug verwendet. Der Fennek soll bei der Bundeswehr ab Ende der 2020er Jahre durch den Korsak abgelöst werden.

## Entwicklung

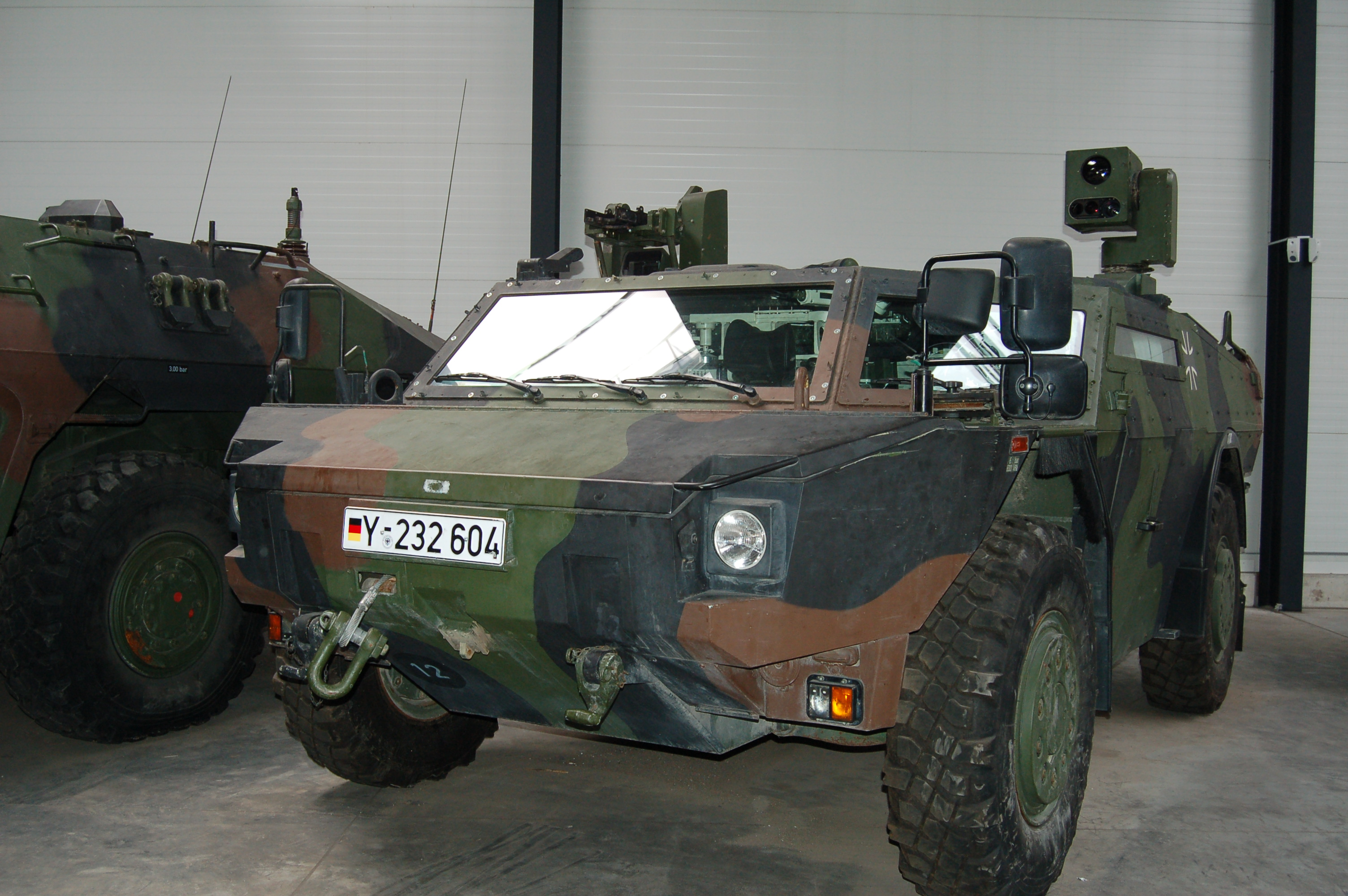
Vorserienmodell des Fennek im Panzermuseum Munster

Die ersten Erprobungsfahrzeuge wurden im Mai 1997 ausgeliefert. Die vier Fahrzeuge wurden einer technischen Erprobung und einem Truppenversuch unterzogen. Der erste Spähwagen Fennek wurde am 10. Dezember 2003 an der Panzertruppenschule in Munster an die Truppe übergeben. 178 Fahrzeuge gingen an die Panzeraufklärer, 24 an die Pioniertruppe als Nachfolger des Transportpanzers Fuchs. Weitere 368 Fennek gingen an den zweiten Kooperationspartner dieses bilateralen Gemeinschaftsprojektes, die Niederlande.
Im Rahmen eines sogenannten „einsatzbedingten Sofortbedarfs“ wurden für die Artillerietruppe im Jahr 2004 vier der bestellten Fahrzeuge als Beobachtungsfahrzeuge entwickelt und an die Truppe ausgeliefert. Als erste aller Fennek-Varianten wurden diese vier Fahrzeuge ab Herbst 2004 im Rahmen der ISAF in Afghanistan eingesetzt. Erst nach der endgültigen Fertigstellung des eigentlichen Spähwagens der Panzeraufklärungstruppe wurden die Fahrzeuge der Artillerie im Herbst 2005 aus dem Einsatz herausgelöst. Die Artillerie entwickelte zwei weitere Varianten dieses Fahrzeugs für ihre Joint Fire Support Teams. Im November 2007 bestellte schließlich die niederländische Beschaffungsbehörde Defensie Materieel Organisatie (DMO) im Namen des Bundesamtes für Wehrtechnik und Beschaffung (BWB) zehn dieser neuen Fennek-Fahrzeuge für die Joint Fire Support Teams (JFST) der Bundeswehr, die 2010 geliefert wurden. Es folgte eine weitere Bestellung über nochmals zehn JFST-Fahrzeuge. Damit erhöhte sich die Gesamtzahl der an die Bundeswehr ausgelieferten Fahrzeuge des Typs Fennek auf 222 Stück.

## Aufklärungs- und Sensor-Ausstattung
Zusätzlich zur Datenverarbeitungsanlage (DV-Anlage) besteht die Aufklärungs- und Sensor-Ausstattung aus folgenden Komponenten:

### Beobachtungs- und Aufklärungsausstattung BAA

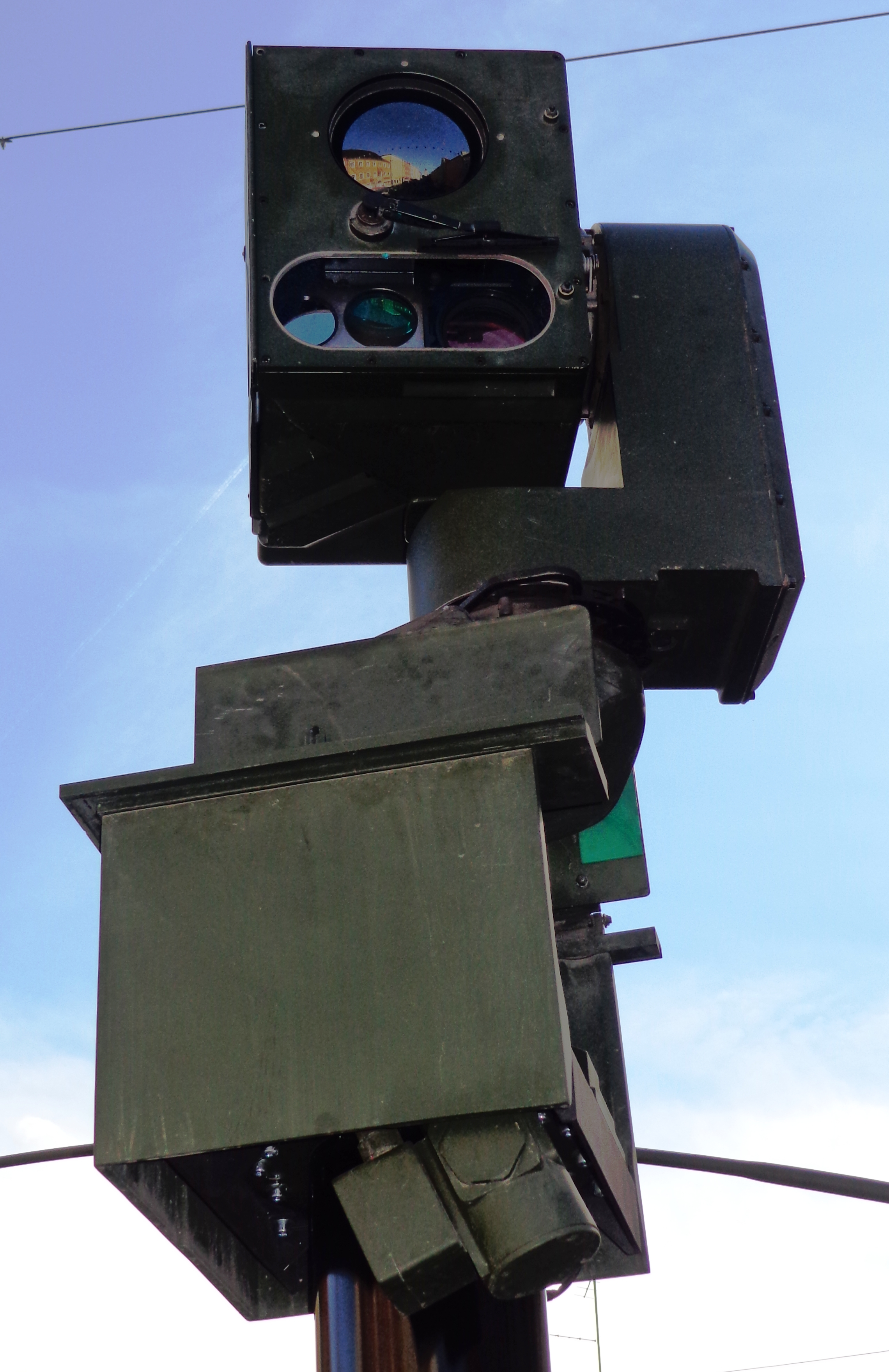
Beobachtungs- und Aufklärungsausstattung (BAA) eines Spähwagens Fennek der Bundeswehr.

Einer der technischen Hauptmerkmale des Spähfahrzeuges Fennek ist die vom Unternehmen Rheinmetall Defence Electronics hergestellte Beobachtungs- und Aufklärungssensorik (C⁴ISR). Diese besteht aus folgenden drei Hauptkomponenten:
- dem Wärmebildgerät Ophelios
- dem augensicheren Laserentfernungsmesser Molem
- der visuellen schwarz/weiß-CCD-Kamera.

Die drei Sensoren sind gemeinsam in einer schwenk- und drehbaren Plattform eingebaut, die auf einem bis zu 1,5 m (gesamt: 3,29 m) ausfahrbaren Mast montiert ist, der von der Firma GEROH stammt. Hierbei handelt es sich um ein spezielles Spindelmastsystem, das vergleichsweise niedrige Deflection-Werte aufweist, die für den einwandfreien Betrieb der BAA von entscheidender Bedeutung ist. Dieser Kopf kann zur Optimierung des Beobachtungsbereiches auch im abgesetzten Zustand betrieben werden. Sowohl die Sensorik als auch die Plattform werden vom Platz des Kommandanten bzw. des Beobachters aus über ein Steuerpult bedient. Die Sehfelder von Wärmebildgerät und CCD-Kamera sind durch rastbare Positionen des Tagessicht-Zooms identisch einstellbar. Ziele wie beispielsweise Hubschrauber können bis zu Entfernungen von etwa zehn Kilometern erkannt und bis auf etwa 2000 Meter identifiziert werden. Die Sensorplattform ist ferngesteuert in Vertikalwinkel und Azimut drehbar. Die Darstellung des Wärmebilds oder der CCD-Kamera liefert ein augenfreundlicher Monitor, der für Langzeitbeobachtungen ausgelegt wurde.
Zur Beobachtung unabhängig vom Fahrzeug kann die gesamte Plattform auf ein Dreibein montiert und bis zu 40 m vom Fahrzeug entfernt bedient werden. Dies hat den taktischen Vorteil, dass die tragbare Sensorik auch an einer Fensteröffnung oder an einem Hindernis aufgestellt werden kann, um die Beobachtung eines Geländeabschnittes zu ermöglichen. Ferner ist die unabhängige Inbetriebnahme der Sensorik des Fahrzeugs in bebauten Gebieten von Vorteil, wo eine Positionierung des Fennek nicht möglich ist.

### Bodensensorausstattung Ortung und Identifizierung (BoSA)
Stationäre Sensoren wie die Bodensensorausstattung (BoSA) werden in der Überwachung von Räumen und im Versteck eingesetzt, um über einen längeren Zeitraum markante Geländepunkte, wichtige Straßen oder Durchlässe zu überwachen.
Die Bosa soll zur Überwachung von Fahrzeugbewegungen auf Straßen, Wegen sowie an Geländepunkten mit besonderer Bedeutung dienen. Sie entdeckt selbstständig Fahrzeuge und meldet ihre Anzahl, Geschwindigkeit und Bewegungsrichtung. Zudem identifiziert sie die gängigen Typen der Kampf- und Kampfunterstützungsfahrzeuge. Sie kann ihre Aufklärungsergebnisse bis zu zehn Kilometer weit übertragen. Pro Spähtrupp wird eine BoSA, verteilt auf beide Fahrzeuge, mitgeführt.

### Mini-Drohne Aladin
Inzwischen im Einsatz ist Aladin, eine kleine Drohne, die dem Spähtrupp zur Nahaufklärung dient. Das Fluggerät startet wie ein Modellflugzeug aus der Hand und hat eine Reichweite von rund 5000 Metern. Aladin fliegt und landet autonom.

## Bewaffnung
Das Fahrzeug kann mit einer 40 mm Granatmaschinenwaffe (HK GMW), einem Maschinengewehr Kaliber 7,62 × 51 oder einem schweren Maschinengewehr Kaliber .50 ausgestattet werden. Die Bundeswehr setzt unterschiedliche Bewaffnungen ein; in Auslandseinsätzen sind die Fahrzeuge zum Selbstschutz immer mit mindestens einem Maschinengewehr ausgestattet.

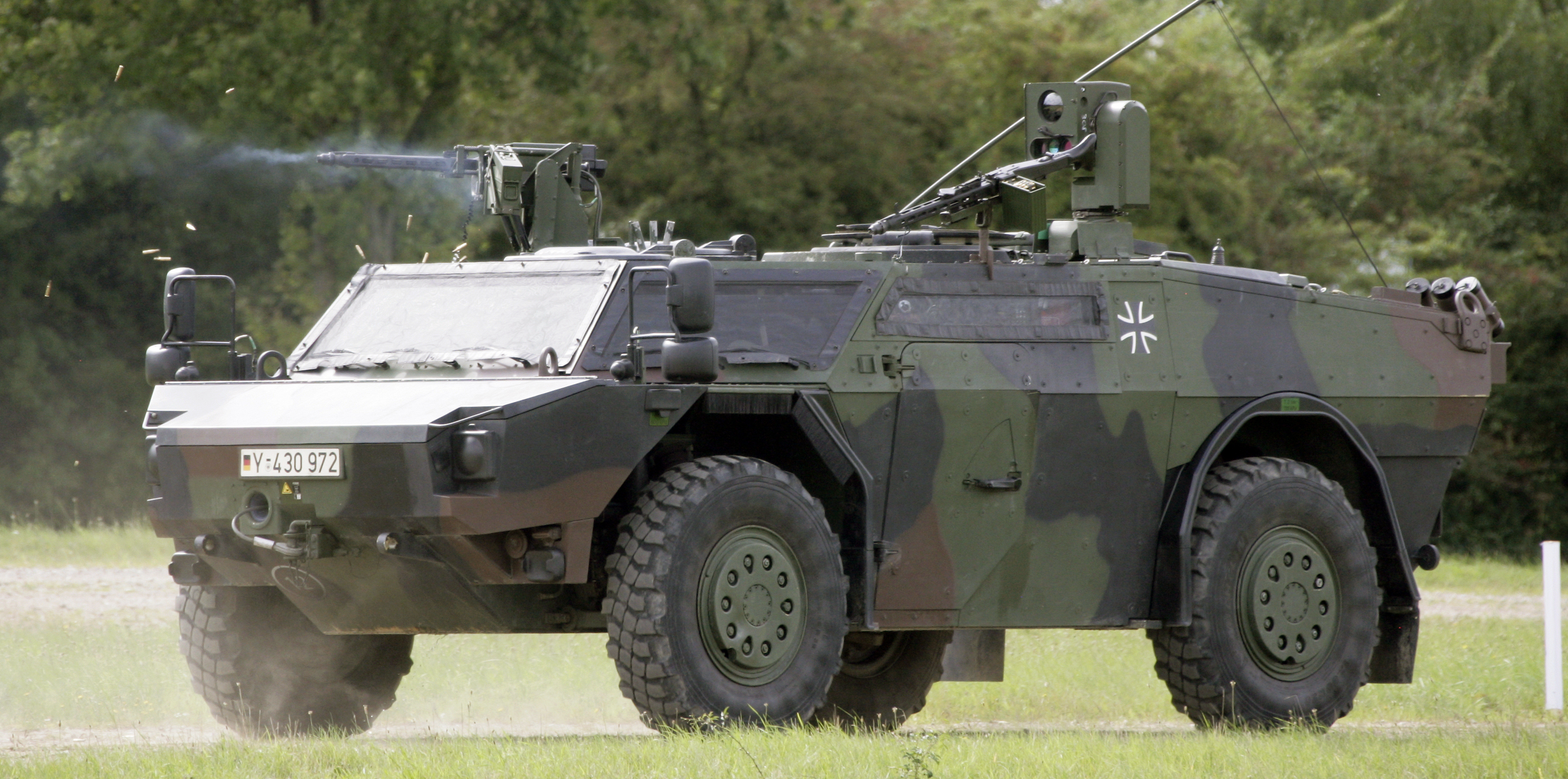
Fennek der Bundeswehr mit zwei MG3
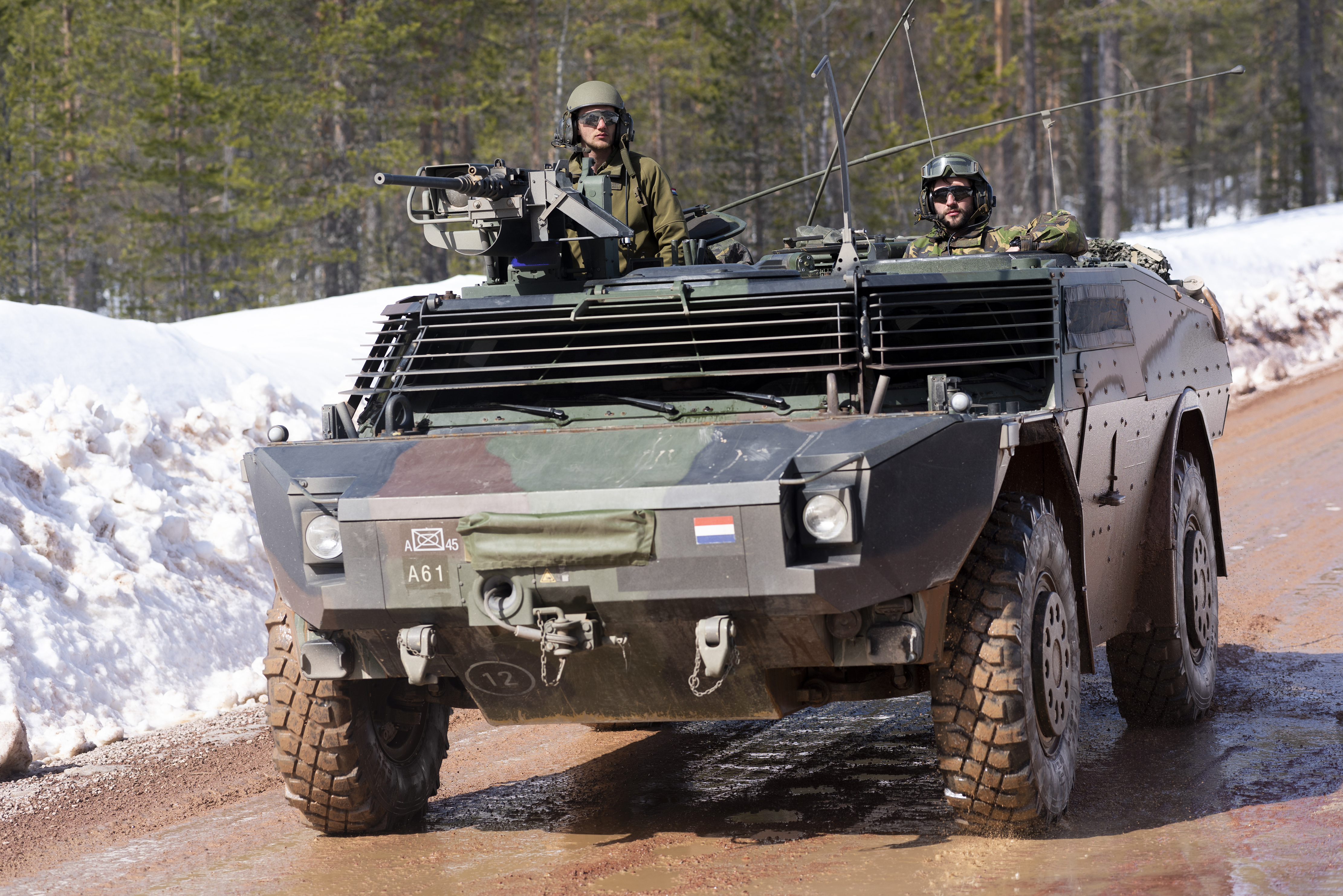
Fennek mit Browning M2
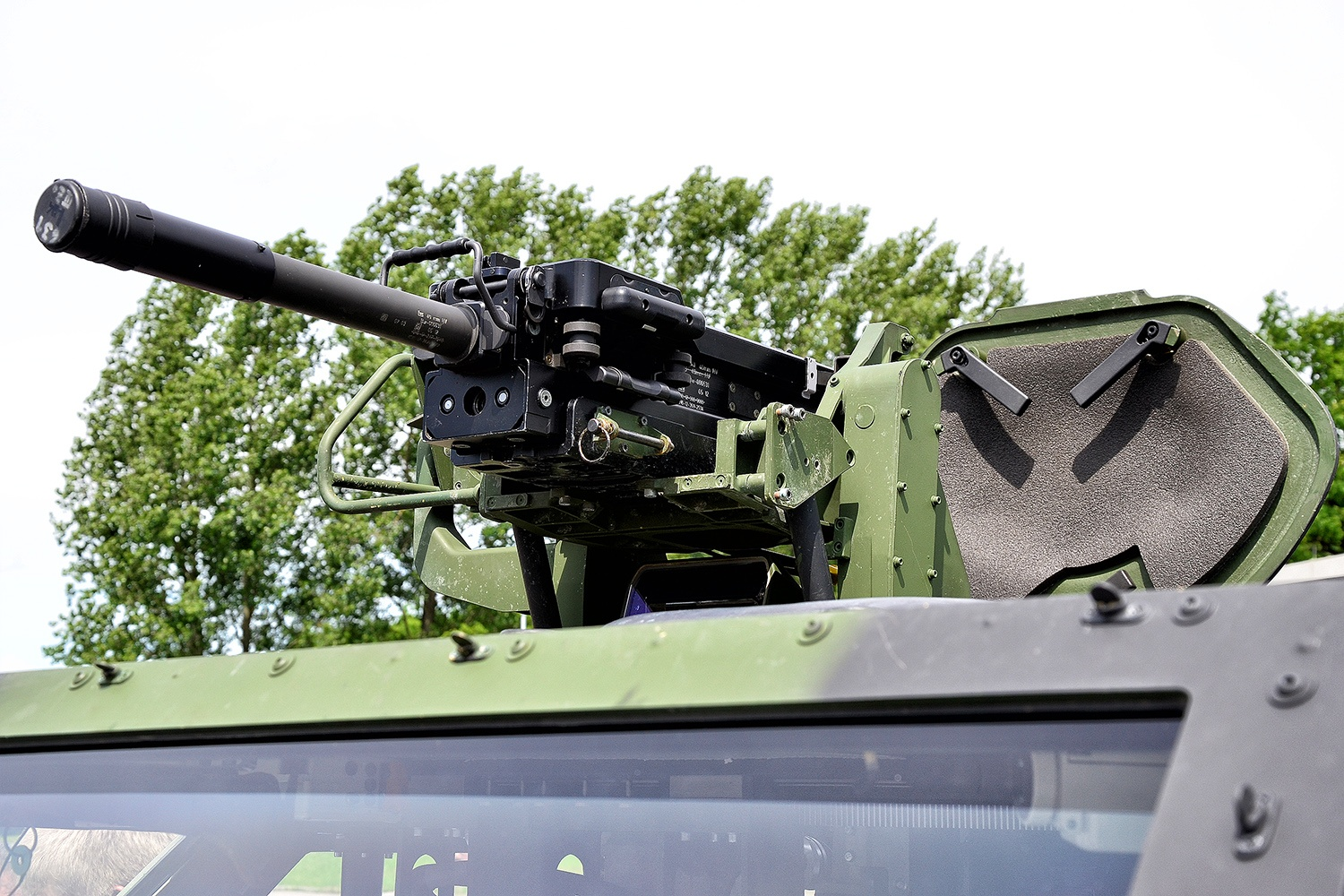
Fernbedienbare Waffenstation mit HK GMW

## Fahrzeugtechnik

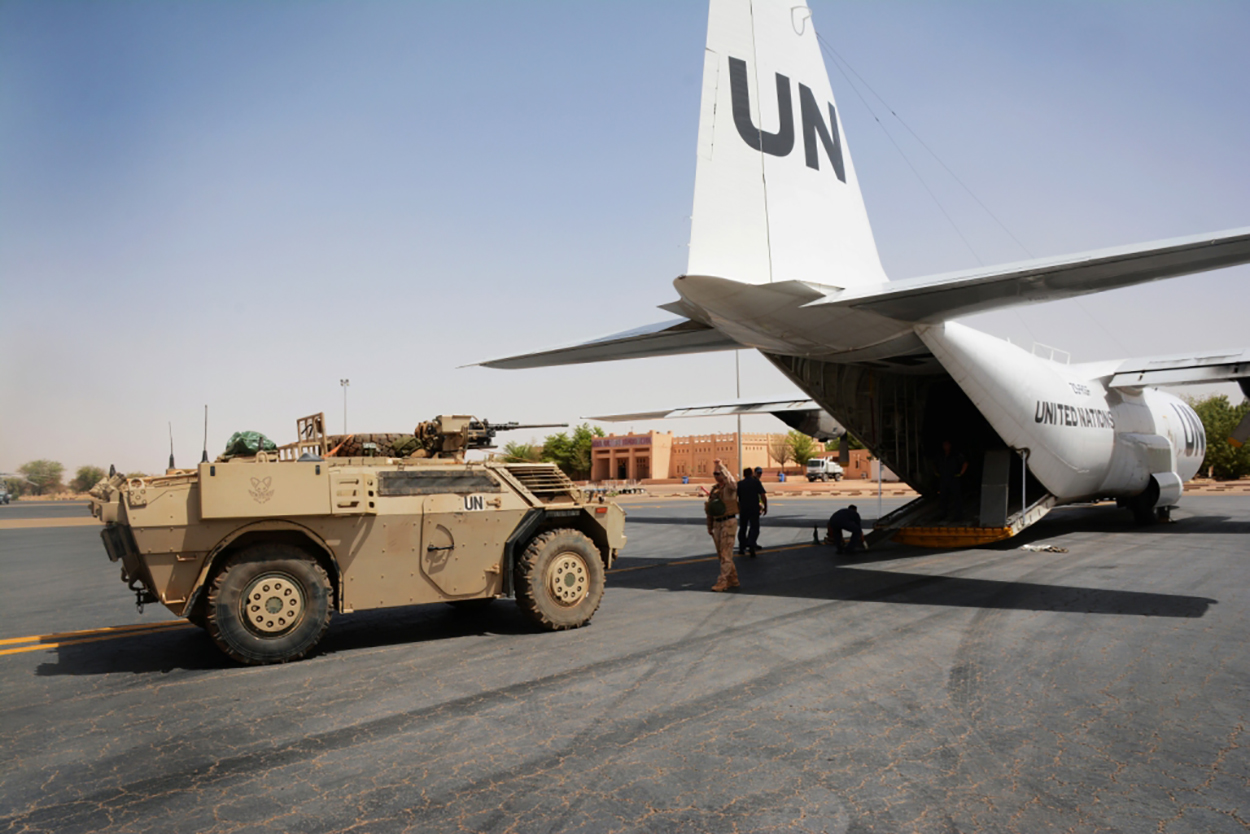
Fennek kurz nach der Entladung aus einer Aeritalia G.222

Vorteilhaft für die Geländegängigkeit des allradgetriebenen 4×4-Fennek sind sein niedriger Schwerpunkt bei einer Höhe von nur 1,79 m und eine Reifendruckregelanlage. Das Gefechtsgewicht beträgt rund 10,5 t. Als Höchstgeschwindigkeit auf der Straße wird 120 km/h angegeben, die Geschwindigkeit wird aber elektronisch auf 92 km/h abgeregelt. Eine 5-t-Winde erlaubt die Selbstbergung.
Das Fahrzeug besitzt ein relativ niedriges Profil und lange Durchhaltefähigkeit bei Einzelmissionen. Es ist luftverladbar und gilt als hochmobil. Dabei benötigt der Panzerspähwagen mit drei Mann ein Besatzungsmitglied weniger als das Vorgängersystem Luchs.

## Panzerung
Der Fennek ist in der Grundausführung nach der Norm STANAG 4569 Level 3 gepanzert und widersteht dem Beschuss mit panzerbrechender Munition des Kalibers 7,62 × 51 mm bei einer Auftreffgeschwindigkeit von 930 m/s. Weiterhin ist es laut Hersteller möglich, zusätzliche Panzerplatten anzubringen.
Die Panzerung besteht in vielen Bereichen aus einer eingelagerten Keramik-Verbundpanzerung (Keramikkacheln auf Dyneemagewebe), die bei gleichem Gewicht das doppelte Schutzniveau einer Stahlpanzerung besitzt. Die Innenseite des Fahrzeugs ist mit einem aus Dyneema- oder Aramidgewebe bestehenden Splitterschutz (Spall Liner) ausgelegt. Dies soll bei einem eventuellen Durchschuss die Absplitterung von Panzerungsmaterial in den Innenraum verhindern.
Eine ernsthafte Belastungsprobe für die Panzerung des Fennek fand bei einem Zwischenfall am 28. Juni 2006 in Afghanistan statt. Nach Angaben der Bundeswehr wurde eine Patrouille des regionalen Wiederaufbauteams Provincial Reconstruction Team der Bundeswehr, bestehend aus einem Fennek und einem Dingo, gegen 0:15 Uhr südlich von Kunduz unter anderem mit Panzerfäusten des Typs RPG-7 beschossen. Fahrer und Kommandant kamen mit leichten Verletzungen davon.
Da eine Panzerung gegen Hohlladungsgeschosse in dieser Gewichtsklasse und Fahrzeugsgröße rein passiv nicht möglich ist, spricht der geringe Schaden für das Schutzkonzept. Durch das auf der Innenseite des Fenneks angebrachte Dyneema-Gewebe wurden die Splitter, die bei einem Durchschlag abplatzten, auf ein Minimum reduziert. Damit ließ sich der Gefährdungsbereich auf den Hohlladungsstrahl beschränken. Für Fahrzeuge dieser Größe sind schwere Maschinengewehre gefährlicher als Hohlladungsgranaten, da diese auch das Fahrzeug durchschlagen können, aber eine viel höhere Schussfolge als Panzerabwehrwaffen haben.

## Technische Daten

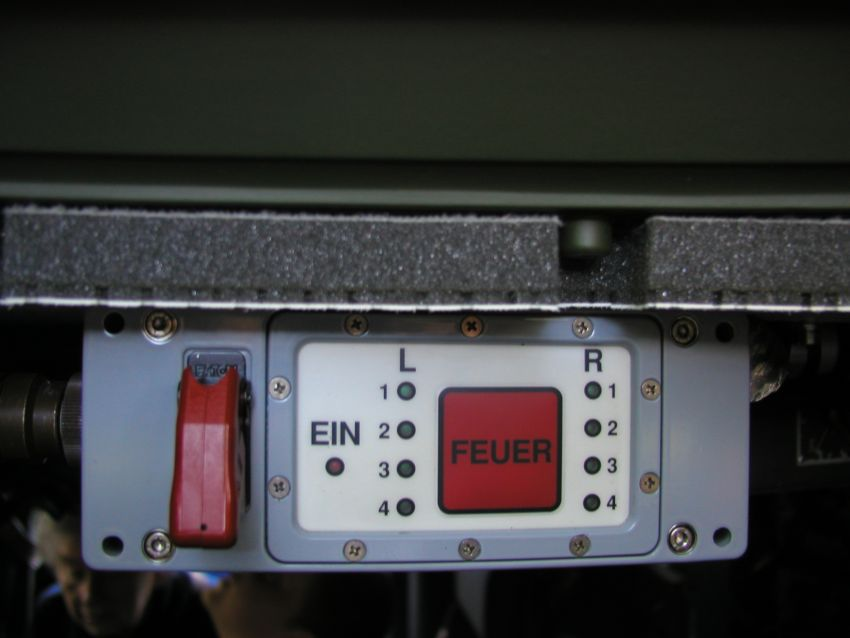
Der Auslöser der Nebelmittelwurfanlage.

| Stückpreis      | 1,6 Mio. Euro |
| Nutzlast        | 3000 kg |
| Tankinhalt      | 230 l |
| Motordrehmoment | 819 Nm |
| Steigfähigkeit  | 60 % |
| max. Schräglage | 32 % |
| Wattiefe        | 1000 mm |
| Besonderheiten  | Allradantrieb, Differentialsperre, Reifendruckregelanlage, Rückfahrkamera, 5-t-Seilwinde, ABC-Schutzbelüftungsanlage |

## Versionen

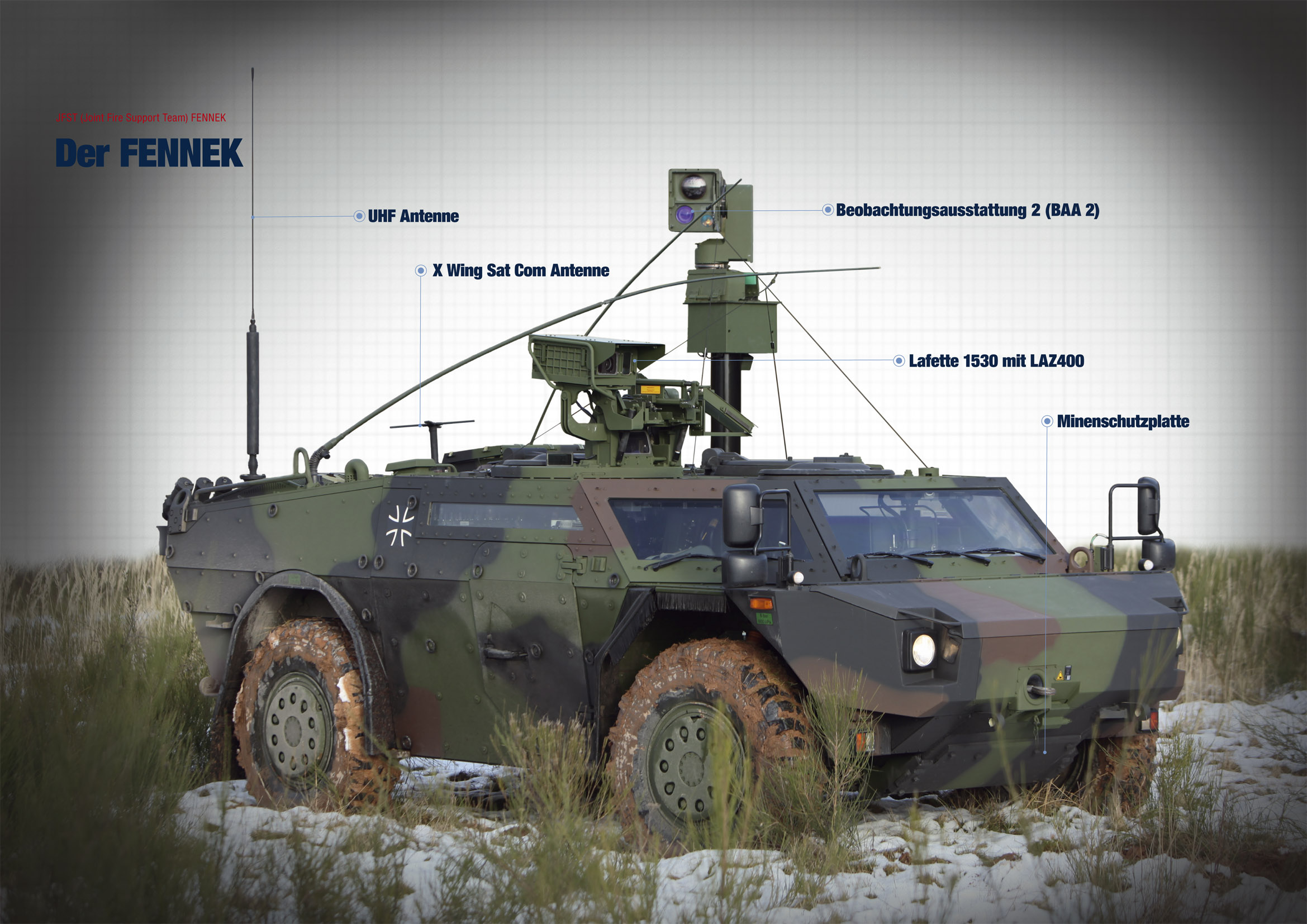
Fennek in der Variante Joint Fire Support Team

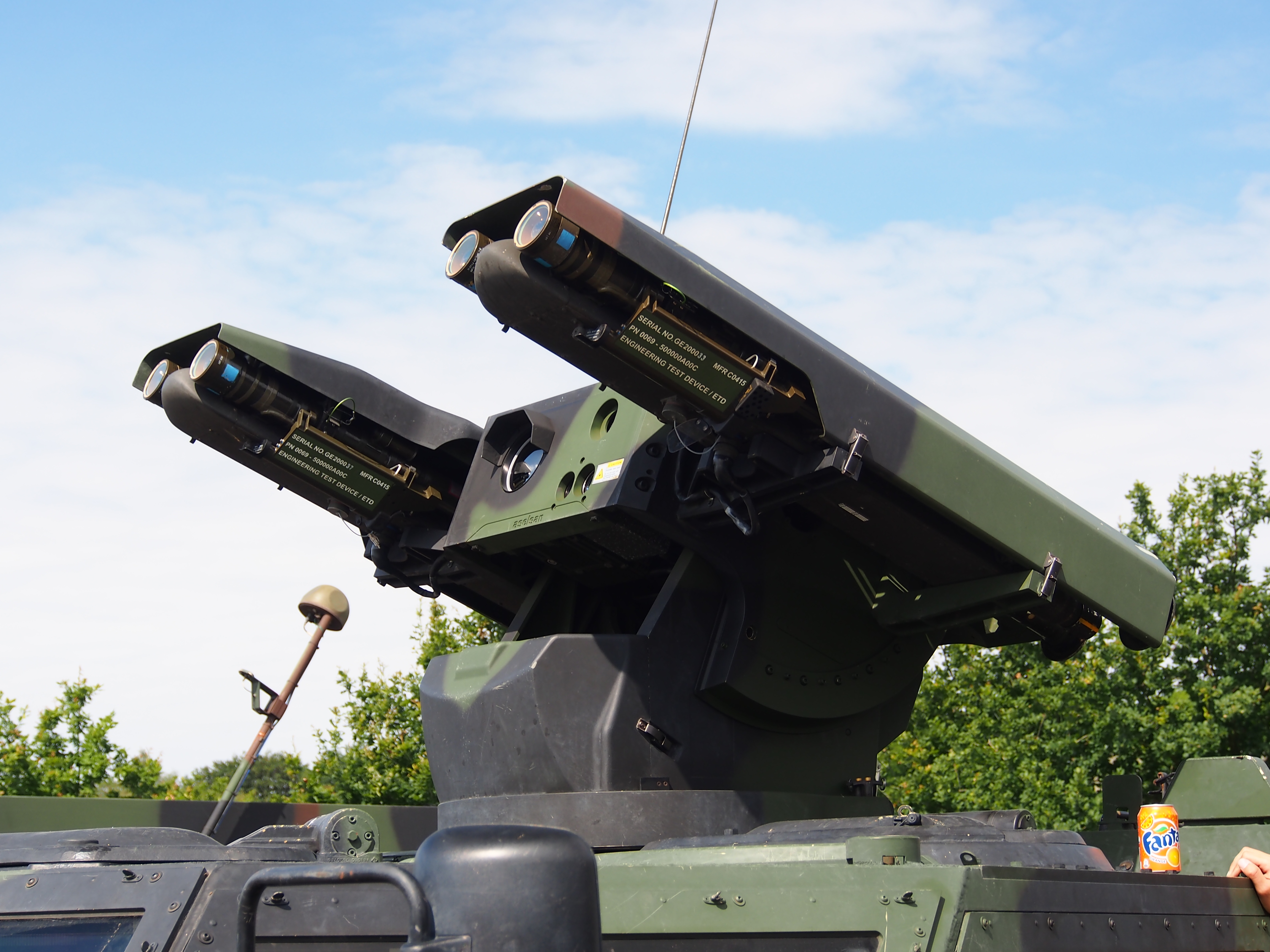
Stinger Weapon Platform

Die ursprüngliche Bestellungen der Koninklijke Landmacht und der Bundeswehr umfasste folgende Fahrzeugversionen:
AD (Allgemeiner Dienst)Führungs- und Funkversion
Fü-/ErkdFzg Pi (Führungs- und Erkundungsfahrzeug Pioniertruppe)Pioniererkundung
JFST (Joint Fire Support Team)Vorgeschobener Beobachter und Fliegerleittrupp (2 verschiedene Ausstattungsvarianten)
LVB (Licht Verkennings- en Bewakingsvoertuig)Aufklärungs- und Erkundungsversion; die gleiche Version wird von der deutschen Heeresaufklärungstruppe verwendet.
MRAT (Medium Range Anti Tank)Panzerabwehrversion
SWP (Stinger Weapon Platform)Flugabwehrversion
TACP (Tactical Air Control Party)Einsatzfahrzeug für Forward Air Controller im Rahmen der Luftnahunterstützung
VWRN (voorwaartse waarnemer)Artilleriebeobachter

## Nutzerstaaten

### Niederlande
Die Koninklijke Landmacht nutzt aktuell (Mai 2021) 368 Fennek in 7 Versionen:
- 144 LVB (licht verkennings -en bewakingsvoertuig)
- 45 VWWRN (voorwaartse waarnemer)
- 8 TACP (tactical aircontrol party)
- 63 AD (algemene dienst)
- 39 FST (fire support team)
- 48 MRAT (medium range antitank)
- 18 SWP (Stinger weapon platform)

Um sicherzustellen, dass der Fennek bis mindestens 2034 technisch einsatzfähig bleibt, wird der Großteil der Fahrzeuge in den Jahren 2022–2027 einer Modernisierung bzw. einem Umbau unterzogen. Im Rahmen Lebensdauerverlängerung (Midlife Upgrade, MLU) reduziert sich die Anzahl der Fennek im niederländischen Heer auf 340, wobei die 18 mit der Flugabwehrrakete Stinger (SWP) ausgerüsteten Fahrzeuge kein Update erfahren und unverändert im Dienst bleiben. Die MRATs erhalten eine andere Version der Spike mit mehr Reichweite und werden zu LRATs. 36 AD-Fahrzeuge werden in Mörserträger umgerüstet (der auf dem Dach verlastete 81-mm-Mörser muss außerhalb des Fahrzeugs aufgebaut werden), 10 weitere in Fahrschulvarianten. Artilleriebeobachter (VWWRN), TACP und FST werden auf einen Standard zusammengeführt. Einige Fahrzeuge werden außer Dienst genommen. Zukünftig verfügt die Koninklijke Landmacht damit über folgende 9 Versionen des Fennek:
- 138 LVB
- 47 FST (= FST + VWWRN + TACP)
- 46 LRAT (long range antitank)
- 33 AD
- 4 VCP (voorwaartse commando post)
- 8 CO (commandovoering)
- 36 MR (mortieren)
- 10 DTV (driver training vehicle, lesvoertuigen)
- 18 SWP

### Deutschland
Das deutsche Heer setzt den Fennek in erster Linie zur Aufklärung und Erkundung ein. Die Bundeswehr erhielt seit dem Jahr 2003 insgesamt 222 Fahrzeuge in folgenden Versionen:
- 178 LVB
- 24 Fü-/ErkdFzg Pi
- 20 JFST

Im Juni 2017 beschloss der Deutsche Bundestag die Umrüstung von 30 Fennek-Spähwagen in Basisfahrzeuge für ein Joint Fire Support Team (JFST). Die Umrüstung auf den dann neuesten Konfigurationsstand 1A3+ war für die Jahre 2018–2022 geplant. Das geplante Nutzungsdauerende der Fenneks der Bundeswehr ist 2028. Sie sollen ab 2026 durch das Spähfahrzeug Next Generation „Korsak“ ersetzt werden. Dabei soll angesichts des engen Zeitplans nicht wie noch beim Fennek auf eine Eigenentwicklung gesetzt werden, sondern eine Lösung auf der Basis eines sofort verfügbaren militärischen Radfahrzeugmodells ausgewählt werden.

### Katar
Im Jahr 2014 bestellte Katar 32 Fennek MPC (MultiPurpose Carrier), die in den Jahren 2017–2019 ausgeliefert wurden.

### Ukraine
Für den Einsatz im Russisch-Ukrainischen Krieg erhielt die Ukraine den Spähwagen Fennek von den Niederlanden. Laut dem Oryx-Blog ging mit Stand Mai 2025 mindestens ein Fahrzeuge verloren.